# Skylab 2
Skylab 2 (SL-3 ou SLM-2) foi a primeira missão tripulada para a Skylab, a primeira Estação espacial colocada em órbita pelos Estados Unidos, após o encerramento do Programa Apollo, com a última missão lunar realizada pela Apollo 17, em dezembro de 1972.
A missão foi lançada por um foguete Saturno IB. O nome também se refere ao veículo usado para àquela missão. A Skylab II estabeleceu o recorde de permanência humana no espaço.
A missão Skylab 2 foi algumas vezes chamada de Skylab 1, mas este nome se refere à missão-não tripulada de lançamento da própria estação. Entretanto, a confusão se manteve entre os astronautas e a NASA, se a missão não-tripulada que enviou a estação ao espaço seria chamada de Skylab ou Skylab 1, e as missões seguintes, tripuladas, seriam chamadas de Skylab 1, 2 e 3 ou 2, 3 e 4. Ao final, as missões Skylab voaram todas com suas insígnias mostrando um número diferente do código oficial da missão.

## Tripulação

### Principal
| Posição          | Astronauta                |
| ---------------- | ------------------------- |
| Comandante       | Charles "Pete" Conrad Jr. |
| Piloto Cientista | Joseph P. Kerwin          |
| Cientista        | Paul J. Weitz             |

### Reservas
| Posição          | Astronauta             |
| ---------------- | ---------------------- |
| Comandante       | Russell L. Schweickart |
| Piloto Cientista | F. Story Musgrave      |
| Cientista        | Bruce McCandless II    |

## Principais Eventos

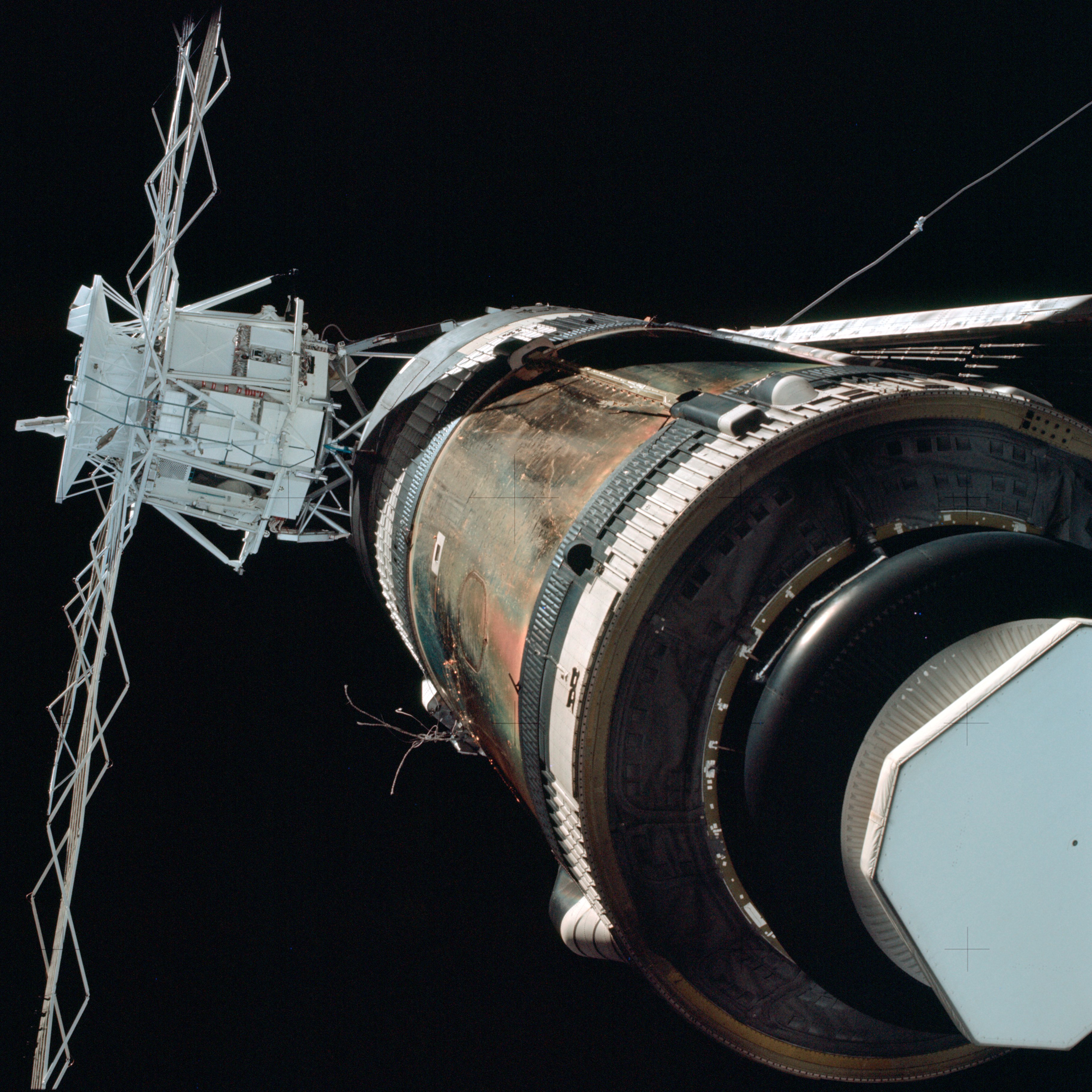
A estação Skylab vista do módulo de comando da Skylab 2.

Lançado em 25 de maio de 1973 a principal tarefa da primeira tripulação da Skylab foi reparar a estação. A proteção contra meteoritos e raios solares e placas de captação de energia solar foram destruídas durante a decolagem, e o painel solar principal estava travado. Devido à preocupação com o aquecimento da estação - pela falta do escudo solar - havia o risco de liberar gases tóxicos e arruinar os filmes e comida a bordo, a tripulação teve que trabalhar rápido.
Depois de uma tentativa frustrada de acionar o Painel Solar, eles improvisaram um "guarda-sol" como substituto do revestimento de proteção solar. O "reparo funcionou", e as temperaturas internas baixaram o suficiente para a entrada da tripulação. Duas semanas depois Conrad e Kerwin conduziram uma caminhada-espacial, onde após um esforço hercúleo, conseguiram destravar o painel solar e permitir o fornecimento de eletricidade para seu novo lar.
Por quase um mês eles fizeram outros reparos na estrutura, realizaram experimentos médicos, colheram informações da Terra e do Sol e retornaram com 29 mil quadros de filme num total de 392 horas de experimentos. Os astronautas passaram 28 dias no espaço, o dobro do recorde americano anterior.
A missão durou até 22 de junho de 1973. O Skylab II desceu no Oceano Pacífico a uma distância de 9,6 km do navio de resgate USS Ticonderoga.
A missão bateu recordes de permanência no espaço em espaçonave tripulada, maior distância percorrida e maior massa atracada no espaço. Conrad bateu o recorde de maior tempo no espaço por um astronauta na época.

## Local da Espaçonave
O módulo de comando da missão encontra-se em exposição no Museu Nacional de Aviação Naval em Pensacola, Flórida.